# San Miguel Sigüilá
San Miguel Sigüilá è un comune del Guatemala facente parte del dipartimento di Quetzaltenango.